# Tokamak SPARC

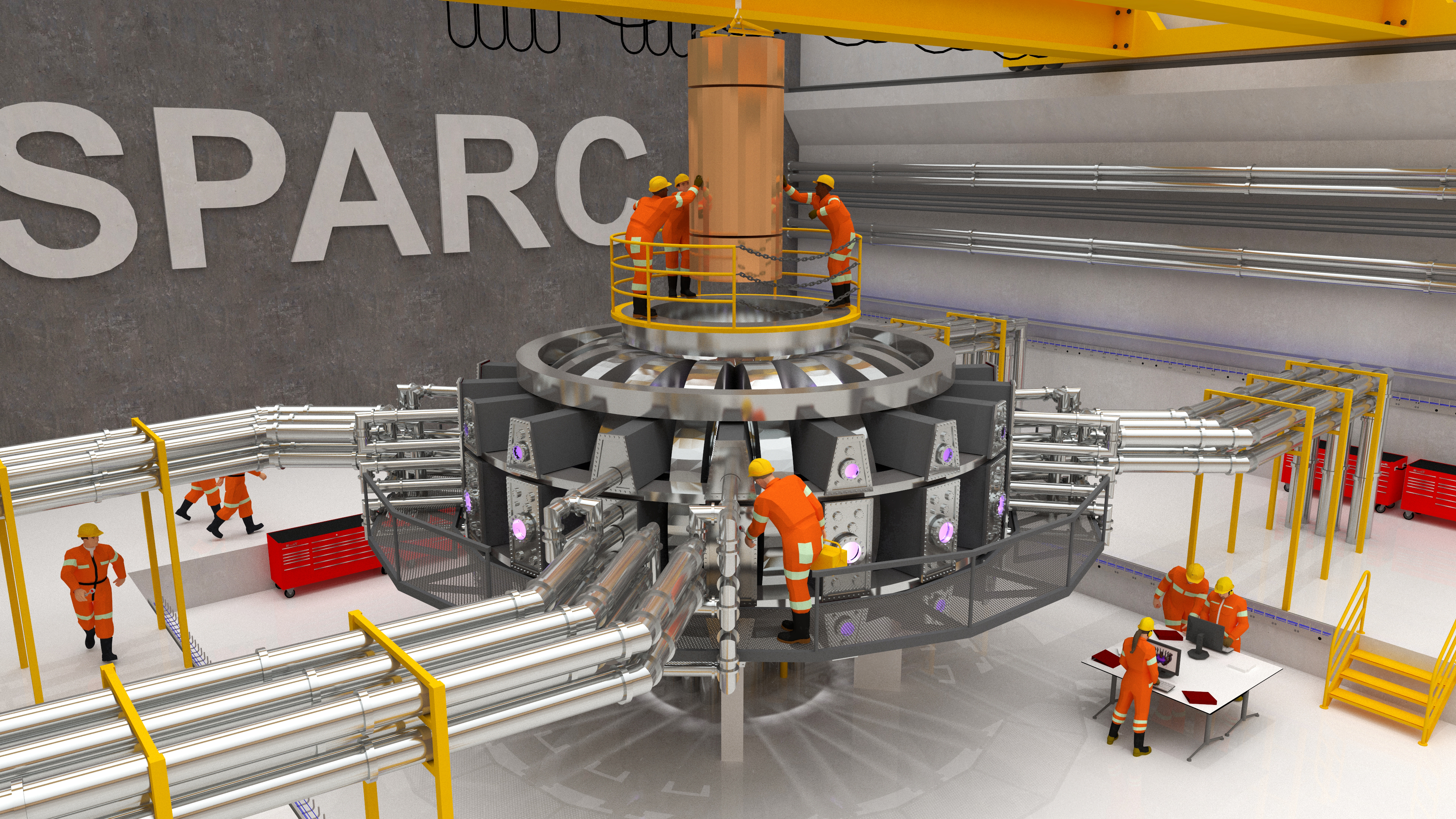
Esperimento tokamak SPARC: utilizzando magneti ad alto campo costruiti con superconduttori ad alta temperatura di ultima generazione, questo esperimento sarebbe il primo a generare plasma da fusione nucleare controllata con una produrre di energia netta

SPARC, acronimo di "Smallest/Soonest Possible ARC", è un tokamak per la fusione nucleare a confinamento magnetico, sviluppato dalla società statunitense Commonwealth Fusion Systems in collaborazione col Plasma Science and Fusion Center del Massachusetts Institute of Technology. Il progetto è stato finanziato da Eni, Breakthrough Energy Ventures, Khosla Ventures, Temasek, Equinor, Devonshire Investors, fra gli altri.
SPARC ha l'obbiettivo di verificare e superare gli aspetti fisici e tecnici necessari alla costruzione della prima centrale elettrica interamente basata su un reattore a fusione ARC (acronimo di affordable, robust, compact; economico, robusto, compatto). Malgrado le sue dimensioni relativamente compatte, SPARC prevede di superare il punto di pareggio con una produzione di energia netta superiore a quella necessaria ad alimentare il reattore, con un'esplosione controllata di 10 secondi a 140 megawatt di potenza.
L'avvio delle operazioni del progetto è previsto nel 2026, con l'obiettivo di dimostrare una potenza netta
(Q>1) nel 2027.
Precedentemente era previsto che entrasse in funzione nel 2025 dopo aver completato il test nel 2021.
La prima centrale elettrica sarà realizzata nei primi anni del terzo decennio del nuovo millennio.

## Storia
Il progetto SPARC è stato annunciato nel 2018 con una data di completamento prevista entro il 2025. Nel marzo 2021, CFS ha annunciato di voler costruire SPARC nel suo campus a Devens, nel Massachusetts.
Nel settembre 2021, è stato testato con successo un prototipo di bobina ad alto campo magnetico, ottenendo un record per i magneti superconduttori ad alta temperatura, con un'intensità di campo di 20 tesla alla temperatura di 20 kelvin. 20 tesla è un campo magnetico statico tra più alti sulla terra.

## Tecnologia
SPARC utilizza magneti superconduttori ad alta temperatura con ossido di rame, bario e ittrio (YBCO) che mantengono la superconduttività a temperature fino a 77 K (in modo ottimale a 10 K). Si prevede che i plasmi generati in questo modo producano almeno il doppio dell'energia necessaria per mantenersi a temperature elevate (200 milioni di kelvin), fornendo un guadagno di fusione Q > 2, con un Q atteso ≈ 11.
Nel 2024 è stato sperimentato il Central Solenoid Model Coil (CSMC), componente chiave del reattore capace di raggiungere un campo magnetico di 5.7 Tesla e un accumulo di energia record di 3.7 megajoule.